# Acide benzènetricarboxylique
L'acide benzèntricarboxylique est un composé aromatique de formule brute C9H6O6. Il est constitué d'un cycle benzénique substitué par trois groupes carboxyle (COOH). Du fait des positions relatives possibles de ces trois groupes, il existe sous la forme de trois isomères structuraux, les composés vic,  asym et sym, plus connus sous leurs noms triviaux d'acide hémimellitique, acide trimellitique et acide trimésique.

## Propriétés
| Acide benzèntricarboxylique |                                                       |                                                       |                                                   |
| Nom systématique            | Acide benzène-1,2,3-tricarboxylique                   | Acide benzène-1,2,4-tricarboxylique                   | Acide benzène-1,3,5-tricarboxylique               |
| Autres noms                 | Acide hémimellitique Acide vic-benzènetricarboxylique | Acide trimellitique Acide asym-benzènetricarboxylique | Acide trimésique Acide sym-benzènetricarboxylique |
| Structure                   | Structure de l'acide phtalique                        | Structure de l'acide isophtalique                     | Structure de l'acide téréphtalique                |
| N° CAS                      | 732304-21-1                                           | 528-44-9                                              | 554-95-0                                          |
| PubChem                     | 16219028                                              | 10708                                                 | 11138                                             |
| Formule chimique            | C9H6O6                                                | C9H6O6                                                | C9H6O6                                            |
| Masse moléculaire           | 210,14 g mol−1                                        | 210,14 g mol−1                                        | 210,14 g mol−1                                    |
| État (CNTP)                 | solide                                                | solide                                                | solide                                            |
| Apparence                   | solide cristallin blanc                               | solide cristallin blanc                               | solide cristallin blanc                           |
| Point de fusion             | 190 à 192 °C                                          | 229 à 231 °C                                          | > 300 °C                                          |
| SGH                         | Attention                                             | Attention                                             | Attention                                         |
| Phrases H et P,             | H315, H319 et H335                                    | H315, H319 et H335                                    | H315, H319 et H335                                |
| Phrases H et P,             | P261 et P305+P351+P338                                | P261 et P305+P351+P338                                | P261 et P305+P351+P338                            |